# Wangun
Wangun is een bestuurslaag in het regentschap Tuban van de provincie Oost-Java, Indonesië. Wangun telt 2933 inwoners (volkstelling 2010).